# Sylvia Wetzel
Sylvia Wetzel (Wolfach, 5 de julio de 1949) es una escritora, maestra y conferenciante budista feminista. Es conocida, principalmente en Alemania, por sus enseñanzas sobre budismo, meditación y espiritualidad con enfoque de género.

## Biografía
Sylvia Wetzel estudió Ciencias políticas y Filología eslava en la Universidad de Heidelberg. Desde su etapa universitaria comenzó a participar activamente en el movimiento feminista. Su primer contacto con el budismo tibetano fue en Dharamsala en 1977. Fue alumna de Thubten Yeshe y de Thubten Zopa Rinpoché de la escuela gelug. A continuación amplió sus conocimientos mediante el estudio de diferentes tradiciones budistas con Prabhasa Dharma Roshi, Ayya Khema, Akong Rinpoché y Rigdzin Shikpo (Michael Hookham).Ha pertenecido y colaborado desde 1984 en la Unión Budista Alemana (DBU - Deutsche Buddhistische Union). Fue miembro de su consejo asesor, así como portavoz de 1985 a 1993. Sylvia Wetzel imparte cursos de meditación, da conferencias (principalmente en Alemania y España) y escribe libros sobre budismo. Además es considerada una pionera en la aplicación del enfoque feminista en la interpretación de las enseñanzas del Buda.
En el año 1987 se fundó la Asociación internacional de mujeres budistas Sakyadhita como resultado de la primera conferencia de monjas celebrada en Bodh Gaya (India) gracias a la iniciativa de sus participantes. Entre estas se encontraba Sylvia Wetzel,además de las alemanas Ayya Khema y Jampa Tsedroen (Carola Roloff), la estadounidense Karma Lekshe Tsomo, Bhikkhuni Kusuma (anteriormente Kusuma Devendra) de Sri Lanka y Dhammananda Bhikkhuni de Tailandia. En 2008, Sylvia Wetzel recibió el premio internacional Mujeres destacadas en el budismo.

## Obras publicadas
- Hoch wie der Himmel, tief wie die Erde. Meditationen über Liebe, Beziehungen und Arbeit. Theseus, 1999. ISBN 978-3-8436-1369-9
- Das Herz des Lotos: Frauen und Buddhismus. Fischer Taschenbuchverlag, 2000. ISBN 3-596-14254-7. Edición ampliada en 2010, Edition Steinrich. ISBN 978-3-942085-02-1
- Worte wirken Wunder. Theseus, 2007. ISBN 3896203290
- Achtsamkeit und Mitgefühl. Mut zur Muße statt Hektik und Burnout. Klett-Cotta, 2014. ISBN 978-3-608-89209-3
- Vertrauen. Finden was mich wirklich trägt. SCORPIO, 2015. ISBN 978-3-95803-029-9
- Mut zur Musse. Sich Zeit gönnen für das Wesentliche. SCORPIO, 2017. ISBN 978-3-95803-085-5
- Meditieren - aber wie? Krisen in der Meditation überwinden. Klett-Cotta, 2018. ISBN 978-3-608-89221-5
- Fühlen ist Leben. Umgehen mit schwierigen Gefühlen. Herder, 2018
- Lass los was dich beschwert. Meditationen für die innere Leichtigkeit. Herder, 2018. Anteriormente publicado con el título Leichter leben: praktische Meditationen über Liebe, Beziehung und Arbeit. Theseus Verlag, 1999. ISBN 3-896-20188-3
- Erwachen und Erlösung. Eine Buddhistin interpretiert das Christentum. Patmos, 2019.
- Grüne Tara – freie Frau. Ein weibliches Bild des Erwachens. Edition Steinrich, 2022.
- Perlen buddhistischer Weisheit. Meditationen von A bis Z. Patmos-Verlag, 2023. ISBN 978-3-8436-1440-5

## Obras traducidas al castellano
- Mujer y budismo en Occidente. Un camino de libertad. Icaria, 2001. ISBN 9788474265507
- Una vida más fácil. Tratar hábilmente con las emociones. Ediciones Dharma, 2006. ISBN 84-96478-06-8